# Trichlorure de bore
Le trichlorure de bore est un composé chimique de formule BCl3. C'est un gaz incolore, utilisé comme réactif en chimie organique. C'est un composé très toxique (T+).

## Production et propriétés
- Le bore réagit avec les halogènes pour donner les trihalogénures correspondants.
- Le trichlorure de bore est cependant produit industriellement par chloration de l'oxyde de bore en présence de carbone à 500 °C.

B2O3 + 3 C + 3 Cl2 → 2 BCl3 + 3 CO.
- La synthèse est analogue au procédé Kroll pour la conversion du dioxyde de titane en tétrachlorure de titane.
- Au laboratoire, BF3  réagit avec AlCl3 pour donner BCl3 par échange d'halogènes[8].
- BCl3 est une molécule plane trigonale comme les autres trihalogénures  de bore et a une longueur de liaison de 175 pm.
- Il a un moment dipolaire zéro à cause de sa symétrie et ainsi les moments dipolaires associés à chacun d'eux s'annulent.
- Le trichlorure de bore ne forme pas de dimères bien qu'il soit possible qu'il y ait dimérisation à très basse température (−253,15 °C). Les études en résonance magnétique nucléaire de mélanges de trihalogénures de bore montrent la présence d'halogénures mixtes ce qui peut indiquer la possibilité d'un dimère. Cette absence de dimérisation est contraire au comportement des autres halogénures du groupe 13 qui contiennent 4 ou 5 centres de coordination ; par exemple voir AlCl3 et GaCl3. Une orbitale π pourrait expliquer la courte distance B-Cl bien qu'il y ait quelques discussions sur le sujet.
- BCl3 est un acide de Lewis formant  des produits d'addition avec les amines tertiaires, les phosphines, les éthers, les thioéthers, et les ions halogènes[9]. Par exemple, BCl3S(CH3)2 (CAS# 5523-19-3) est souvent employé comme une source de  BCl3 parce que ce solide de point de fusion de 88  à   90 °C produit BCl3 :

(CH3)2SBCl3  {\displaystyle \rightleftharpoons }  (CH3)2S + BCl3.
- Quand le trichlorure de bore est passé à basse pression dans un dispositif qui fournit de charges électriques, il se forme du dichlorure de dibore  Cl2B-BCl2 et du tétrachlorure de tétrabore de formule B4Cl4[10].
- Le tétrachlorure de dibore incolore (pf = −93 °C) a une molécule  plane à l'état solide (comme le tétroxyde de diazote). Il se décompose à la température ambiante pour donner une série de monochlorures qui ont la formule générale (BCl)n, où n peut être égal à 8, 9, 10 ou 11.
- Les aryl- et alkyl- chlorures de bore sont également intéressants. Le dichlorure de phényl-bore est disponible dans le commerce. Cette molécule peut être préparée par la réaction de BCl3 avec des réactifs organo-étain :

2 BCl3 + R4-Sn → 2 R-BCl2 + R2SnCl2.

## Usages
- Produit de départ pour la production de bore élémentaire.
- Utilisé dans la purification de l'aluminium, du magnésium, du zinc et des alliages de cuivre en nitrites, carbure et oxydes dans les métaux fondus.
- Fondant en soudure d'alliages d'aluminium, fer, tungstène et monel
- Amélioration du moulage de l'aluminium en traitant le bain avec des vapeurs de trichlorure de bore..
- Utilisé dans la fabrication des résistances électriques lors du dépôt d'un film de carbone sur un support de céramique
- Addition aux combustibles pour les fusées pour augmenter leur valeur énergétique.
- Utilisation en gravure ionique réactive sur des semi-conducteurs contenant du gallium  (en particulier l'arséniure de gallium).
- Réactif dans la synthèse organique ; comme le bromure correspondant, il rompt les liaisons C-O  des éthers[11].

## Sécurité
- BCl3 est un réactant agressif qui dégage du chlorure d'hydrogène lors de son exposition à l'humidité ou aux alcools.